# وين الملايين (أغنية)
وين الملايين أغنيةٌ وطنيةٌ عربية تصور معاناة الشعب الفلسطيني مع القوات الإسرائيلية. وهي من كلمات الشاعر الليبي علي الكيلاني وألحان الليبي عمر الجعفري.إشتركت في أداها ثلاثة مغنيات مجتمعات: وهن اللبنانية جوليا بطرس والتونسية سوسن الحمامي والسورية أمل عرفة.
عُرضت الأغنية لأول مرة عام 1990، وقد كتبها الشاعر علي الكيلاني عقب الانتفاضة الفلسطينية الأولى عام 1987. لاقت الأغنية نجاحاً وانتشاراً منقطع النظير في كل الأقطار العربية وفي دول المهجر، وزعت الأغنية إلى خمسة مقاطع غنائية، المقطعان الأول والأخير تشترك فيهما المغنيات الثلاث، إضافة إلى مقطع واحد لكل مُغنية.
في عام 2018 قامت المغنية جوليا بطرس بإعادة غنائها كاملة.

## نص الأغنية (الكلمات)
وين وين وين
وين الملايين
الشعب العربي وين
الغضب العربي وين
الدم العربي وين
الشرف العربي وين
وين الملايين
وين

ترتاح ولاد الفراشة و تشقى الملايين
في صدري مخزن رشاشة ونقول خوتي وين

جاه النوم ونام الباشا ونحنا مشردين
قوة تستعرض بالشاشة وصفّت في التخزين
وين وين
الثورة رجال
ماتشرى بالمال

ثورة شعب بيده حجارة تحدى أساطيل
ضحى بكباره و صغاره واجب مو جميل

وين وين
اللي بوسط الضلوع أقوى من الدروع
في صدري مخزن رشاشة و نقول خوتي وين

وين وين
وين الملايين
الشعب العربي وين
الغضب العربي وين
الدم العربي وين
الشرف العربي وين
وين الملايين
وين وين

الله معانا أقوى وأكبر من بني صهيون
يشنق يقتل يدفن يقبر أرضي مابتهون

الدم الأحمر راوي الأخضر في طعم الليمون
نار الثورة تقوى تسعر نحنا المنتصرين

وين وين
اقوى من الجبال اكثر من رمال
داخل الاعتقال نغني شهدائنا حيّين
خارج الإعتقال نقاتل لا نركع لا نهين
وين وين
اللي بوسط الضلوع أقوى من الدروع
وين وين
وين الملايين
الشعب العربي وين
الغضب العربي وين
الدم العربي وين
الشرف العربي وين
وين الملايين
وين وين

ناديت و ما جاني والي من مية مليون
سهرانة ما نام وتالي وهم لا يبصرون
الشرف انداس و بيتي خالي و هم مال و بنون
نسيوني مايدروا بحالي بنولد في السجون

وين وين
ناديت الجيوش صوتي ماسمعوش
خُيِّرنا واخترنا المُرّه والثمن عارفين
واجهنا المدفع والضرّه بمقلاع وسكين
وين وين

اللي بوسط الضلوع أقوى من الدروع
في صدري مخزن رشاشة و نقول خوتي وين

وين الملايين
الشعب العربي وين
الغضب العربي وين
الدم العربي وين
الشرف العربي وين
وين الملايين
وين وين

في غياب الوحدة العربية سيّالة الجروح
مُهانة الأم الوفية والمُسن ينوح
مقتولة الطفلة البرية والرضيع يتوه
واللاجئ بخيمة مطوية يسأل وين يروح

وين وين

عبّيتوا البنوك نسيتوا اليرموك
امتى بس تقوم الوحدة نبني سد متين
جيش عظيم وراية وحده يعز المظلومين

وين وين

ويجن كيف السيل عدّالات الميل
هلها خلاصين وحلها فكاكين الدين

وين وين
وين الملايين
الشعب العربي وين
الغضب العربي وين
الدم العربي وين
الشرف العربي وين
وين الملايين
وين وين

نحنا الحق ونحنا الثورة وهم اصحاب الفيل
جيل الحق وجيل الثورة طيور الأبابيل

لازم يرميهم بحجارةحجارة من سجيل
لا يركع لا يصغي لأمره وكيده في تضليل
وين وين
اللي بوسط الضلوع أقوى من الدروع

لو نفنى بكرة أبينا اكتب يازمان
أبداً ماتهون أراضينا والثورة عنوان
الثورة إيمان
الثورة عنوان
ثورة شعب بيده حجارة اتحدى اساطيل
اكتب يازمان
الثورة إيمان

## وصلات خارجية
- حكاية أغنية - وين الملايين.. ليبيا على يوتيوب عبر الجزيرة الوثائقية